# Swedish Open

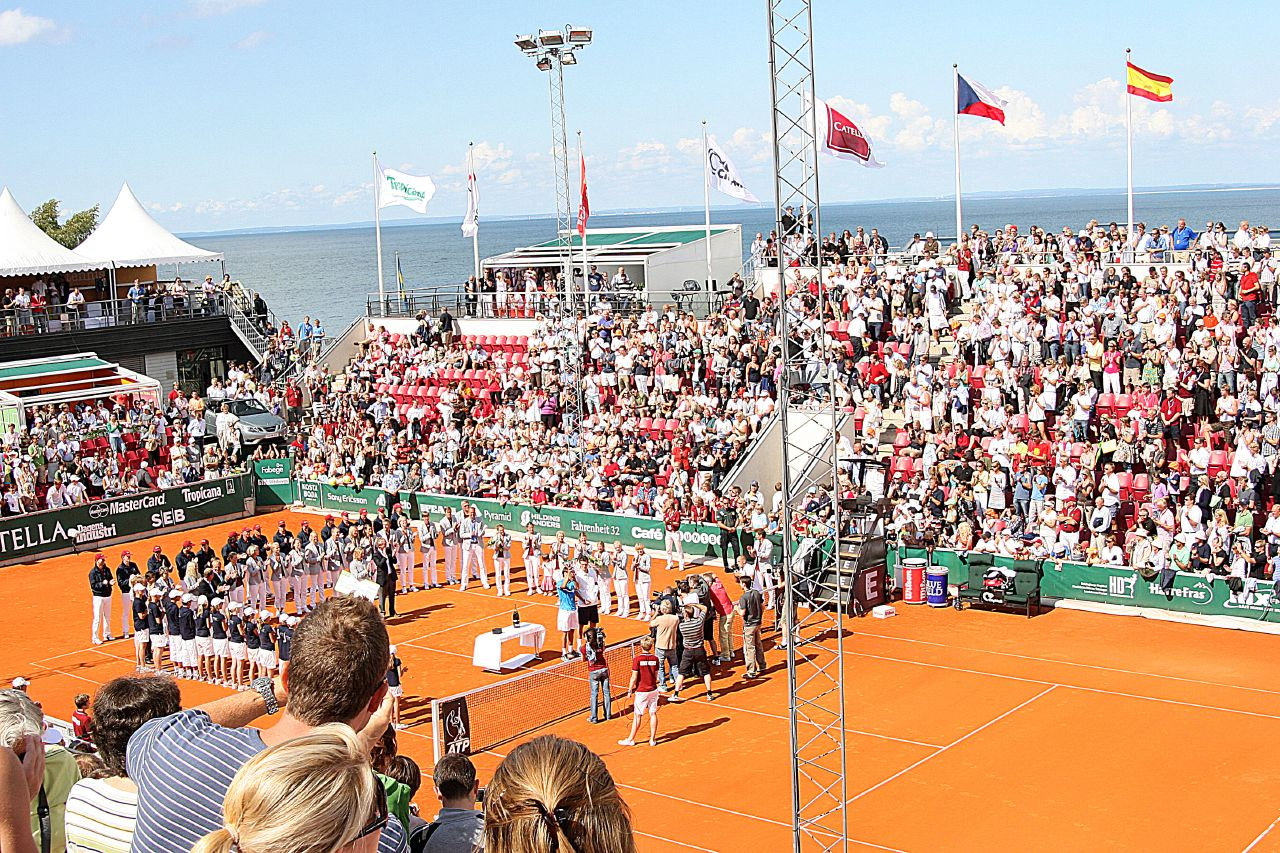
Swedish Open 2008

Swedish Open är en ATP-turnering i tennis som ingår i 250 Series och spelas årligen i Båstad, Sverige på grus och då i regel andra veckan i juli månad. Turneringen spelas på Båstads tennisstadion, belägen med utsikt över Laholmsbukten i anslutning till Hotell Skansen. Båstads tennisstadion har genomgått omfattande om- och tillbyggnader färdigställda under 2001 och 2007 där den förstnämnda omfattade hotellbyggnaden samt sjöläktaren och den senare landläktaren tillsammans med de övre banorna.
Turneringen omfattar herrsingel och herrdubbel. Från turneringens första år, 1948, till och med 1990 var även damsingel och damdubbel inkluderat i turneringen. Åren 2009-2017 återupptogs damturneringen (damsingel och damdubbel) i turneringen. Damturneringen tog en paus 2018 och var tillbaka 2019 dock i ett mindre format och med en lägre rankad WTA turnering.

## Historia
Turneringen är bland de äldsta tennisturneringarna i världen då den etablerades som internationell turnering 1948 genom ett samarbete mellan Båstad Malens Tennissällskap (BMTS) och Svenska Tennisförbundet (SvTF). Sedan dess har turneringen arrangerats varje år i obruten följd.

### Titelsponsorer
I och med det kommersiella värdet i turneringen namnges turneringen numer efter dess titelsponsor.
De senaste titelsponsorerna:
- Investor (1999), Investor Swedish Open
- Wideyes (2000), Wideyes Swedish Open
- Telenordia (2001–2002), Telenordia Swedish Open
- Synsam (2003–2006), Synsam Swedish Open
- Catella (2007–2009), Catella Swedish Open
- Skistar (2010-2018), SkiStar Swedish Open
- Ericsson (2015–2017), Ericsson Swedish Open (damsingel/damdubbel)
- (2019) Swedish Open (Dam&Herr ingen titelsponsor)
- Nordea (2019–), Nordea Open (Dam&Herr)

## Resultat

### Herrsingel (1948–)
| År   | Vinnare                             | Finalist                            | Resultat                            |
| ---- | ----------------------------------- | ----------------------------------- | ----------------------------------- |
| 1948 | Eric Sturgess                       | Enrique Morea                       | 6–2, 7–5, 6–4                       |
| 1949 | Eric Sturgess                       | Torsten Johansson                   | 6–2, 6–0, 6–4                       |
| 1950 | Eric Sturgess                       | Torsten Johansson                   | 5–7, 7–5, 6–3, 6–4                  |
| 1951 | Sven Davidson                       | Felicisimo Ampon                    | 9–7, 6–0, 6–1                       |
| 1952 | Budge Patty                         | Mervyn Rose                         | 6–4, 6–2, 12–10                     |
| 1953 | Budge Patty                         | Sven Davidson                       | 6–4, 7–5, 6–8, 6–4                  |
| 1954 | Budge Patty                         | Rex Hartwig                         | 7–5, 2–6, 3–6, 8–6, 6–4             |
| 1955 | Ham Richardson                      | Mervyn Rose                         | 4–6, 6–2, 6–4, 6–2                  |
| 1956 | Ken Rosewall                        | Kurt Nielsen                        | 7–5, 6–3, 6–1                       |
| 1957 | Ulf Schmidt                         | Sven Davidson                       | 4–6, 6–4, 6–3, 6–3                  |
| 1958 | Ashley Cooper                       | Mervyn Rose                         | 9–11, 2–6, 6–3, 6–4, 6–3            |
| 1959 | Luis Ayala                          | Ramanathan Krishnan                 | 6–1, 6–1, 5–7, 6–1                  |
| 1960 | Luis Ayala                          | Ramanathan Krishnan                 | 6–1, 6–0, 6–4                       |
| 1961 | Ulf Schmidt                         | Neale Fraser                        | 6–3, 6–4, 7–5 … 1:25                |
| 1962 | Manuel Santana                      | Jan-Erik Lundqvist                  | 4-6, 5-7, 6-4, 7-5, 6-3             |
| 1963 | Jan-Erik Lundqvist                  | Boro Jovanović                      | 6–4, 7–5, 6–4                       |
| 1964 | Roy Emerson                         | Nikola Pilić                        | 1–6, 7–5, 6–1, 6–2                  |
| 1965 | Manuel Santana                      | Roy Emerson                         | 6-1, 6-1, 6-4                       |
| 1966 | Alex Metreveli                      | Manuel Santana                      | 3–6, 2–6, 6–1, 7–5, 6–4             |
| 1967 | Martin Mulligan [1]                 | Jan-Erik Lundqvist                  | 6–3, 3–6, 4–6, 6–4, 6–1             |
| 1968 | Martin Mulligan                     | Ion Ţiriac                          | 8-6, 6-4, 6-4                       |
| 1969 | Manuel Santana                      | Ion Ţiriac                          | 8-6, 6-4, 6-1                       |
| 1970 | Dick Crealy [u]                     | Georges Goven                       | 6–3, 6–1, 6–1 … 0:58                |
| 1971 | Ilie Năstase                        | Jan Leschly                         | 6–7(9), 6–2, 6–1, 6–4               |
| 1972 | Manuel Orantes                      | Ilie Năstase                        | 6-4, 6-3, 6-1                       |
| 1973 | Stan Smith                          | Manuel Orantes                      | 6–4, 6–1, 7–6(3)                    |
| 1974 | Björn Borg                          | Adriano Panatta                     | 6–3, 6–0, 6–7(2), 6–3               |
| 1975 | Manuel Orantes [2]                  | José Higueras [u]                   | 6–0, 6–3 … 1:00                     |
| 1976 | Antonio Zugarelli [u]               | Corrado Barazzutti [1]              | 4-6, 7-5, 6-2                       |
| 1977 | Corrado Barazzutti [2]              | Balázs Taróczy [u]                  | 7–6(5), 6–7(2), 6–2                 |
| 1978 | Björn Borg [1]                      | Corrado Barazzutti [2]              | 6-1, 6-2 … 0:58                     |
| 1979 | Björn Borg [1]                      | Balázs Taróczy [2]                  | 6-1, 7-5 … 1:28                     |
| 1980 | Balász Taróczy [1]                  | Tony Giammalva [8]                  | 6–3, 3–6, 7–6(6)                    |
| 1981 | Thierry Tulasne [6]                 | Anders Järryd [u]                   | 6–2, 6–3 … 1:10                     |
| 1982 | Mats Wilander [1]                   | Henrik Sundström [u]                | 6–4, 6–4                            |
| 1983 | Mats Wilander [1]                   | Anders Järryd [u]                   | 6–1, 6–2 … 0:47                     |
| 1984 | Henrik Sundström [2]                | Anders Järryd [1]                   | 3–6, 7–5, 6–3 … 2:30                |
| 1985 | Mats Wilander [1]                   | Stefan Edberg [3]                   | 6–1, 6–0 … 0:59                     |
| 1986 | Emilio Sánchez [6]                  | Mats Wilander [1]                   | 7–6(5), 4–6, 6–4 … 2:30             |
| 1987 | Joakim Nyström [u]                  | Stefan Edberg [2]                   | 4–6, 6–0, 6–3 … 1:35                |
| 1988 | Marcelo Filippini [7]               | Francesco Cancellotti [u]           | 2–6, 6–4, 6–4                       |
| 1989 | Paolo Canè [5]                      | Bruno Orešar [u]                    | 7–6(4), 7–6(5)                      |
| 1990 | Richard Fromberg [4]                | Magnus Larsson [u]                  | 6–2, 7–6(5)                         |
| 1991 | Magnus Gustafsson [2]               | Alberto Mancini [8]                 | 6–1, 6–2 … 1:05                     |
| 1992 | Magnus Gustafsson [2]               | Tomas Carbonell [u]                 | 5–7, 7–5, 6–4 … 2:12                |
| 1993 | Horst Skoff [u]                     | Ronald Agenor [u]                   | 7–5, 1–6, 6–0 … 2:00                |
| 1994 | Bernd Karbacher [u]                 | Horst Skoff [7]                     | 6–4, 6–3 … 1:30                     |
| 1995 | Fernando Meligeni [u]               | Christian Ruud [6]                  | 6–4, 6–4 … 1:29                     |
| 1996 | Magnus Gustafsson [4]               | Andrei Medvedev [5]                 | 6–1, 6–3 … 1:19                     |
| 1997 | Magnus Norman [4]                   | Juan Antonio Marin [u]              | 7–5, 6–2 … 1:17                     |
| 1998 | Magnus Gustafsson [1]               | Andrei Medvedev [u]                 | 6–2, 6–3 … 1:02                     |
| 1999 | Juan Antonio Marin [u]              | Andreas Vinciguerra [WC]            | 6–3, 7–6(4) … 1:59                  |
| 2000 | Magnus Norman [1]                   | Andreas Vinciguerra [3]             | 6–1, 7–6(6) … 1:26                  |
| 2001 | Andrea Gaudenzi [u]                 | Bohdan Ulihrach [5]                 | 7–5, 6–3 … 1:15                     |
| 2002 | Carlos Moyá [3]                     | Younes El Aynaoui [2]               | 6–3, 2–6, 7–5 … 2:13                |
| 2003 | Mariano Zabaleta [5]                | Nicolás Lapentti [6]                | 6–3, 6–4 … 1:33                     |
| 2004 | Mariano Zabaleta [8]                | Gastón Gaudio [2]                   | 6–1, 4–6, 7–6(4) … 2:18             |
| 2005 | Rafael Nadal [1]                    | Tomáš Berdych [u]                   | 2–6, 6–2, 6–4 … 2:00                |
| 2006 | Tommy Robredo [2]                   | Nikolay Davydenko [1]               | 6–2, 6–1 … 1:15                     |
| 2007 | David Ferrer [1]                    | Nicolás Almagro [u]                 | 6–1, 6–2 … 1:09                     |
| 2008 | Tommy Robredo [3]                   | Tomáš Berdych [4]                   | 6–4, 6–1 … 1:14                     |
| 2009 | Robin Söderling [2]                 | Juan Monaco [u]                     | 6–3, 7–6(4) … 1:53                  |
| 2010 | Nicolás Almagro [4]                 | Robin Söderling [1]                 | 7–5, 3–6, 6–2 … 1:57                |
| 2011 | Robin Söderling [1]                 | David Ferrer [2]                    | 6–2, 6–2                            |
| 2012 | David Ferrer [2]                    | Nicolás Almagro [2]                 | 6–2, 6–2                            |
| 2013 | Carlos Berlocq [1]                  | Fernando Verdasco [1]               | 7–5, 6–1                            |
| 2014 | Pablo Cuevas                        | João Sousa                          | 6–2, 6–1                            |
| 2015 | Benoît Paire                        | Tommy Robredo                       | 7–6(9–7), 6–3                       |
| 2016 | Albert Ramos-Viñolas                | Fernando Verdasco                   | 6–3, 6–4                            |
| 2017 | David Ferrer [3]                    | Alexandr Dolgopolov                 | 6–4, 6–4                            |
| 2018 | Fabio Fognini [1]                   | Richard Gasquet                     | 6–3, 3–6, 6–1                       |
| 2019 | Nicolás Jarry [1]                   | Juan Ignacio Londero                | 7–6(9–7), 6–4                       |
| 2020 | Inställt på grund av Coronapandemin | Inställt på grund av Coronapandemin | Inställt på grund av Coronapandemin |
| 2021 | Casper Ruud [1]                     | Federico Coria                      | 6-3, 6–3                            |
| 2022 | Francisco Cerúndolo [1]             | Sebastián Báez                      | 7–6 (7–4), 6–2                      |
| 2023 | Andrej Rubljov [1]                  | Casper Ruud                         | 7–6 (7–3), 6–0                      |
| 2024 | Nuno Borges                         | Rafael Nadal                        | 6–3, 6–2                            |

| Vinnare           | Antal vinster | År                     |
| ----------------- | ------------- | ---------------------- |
| Magnus Gustafsson | 4             | 1991, 1992, 1996, 1998 |
| Mats Wilander     | 3             | 1982, 1983, 1985       |
| Björn Borg        | 3             | 1974, 1978, 1979       |
| Manuel Santana    | 3             | 1962, 1965, 1969       |
| Budge Patty       | 3             | 1952, 1953, 1954       |
| Eric Sturgess     | 3             | 1948, 1949, 1950       |
| David Ferrer      | 3             | 2007, 2012, 2017       |
| Robin Söderling   | 2             | 2009, 2011             |
| Tommy Robredo     | 2             | 2006, 2008             |
| Mariano Zabaleta  | 2             | 2003, 2004             |
| Magnus Norman     | 2             | 1997, 2000             |
| Martin Mulligan   | 2             | 1967, 1968             |
| Ulf Schmidt       | 2             | 1957, 1961             |
| Luis Ayala        | 2             | 1959, 1960             |

### Herrdubbel (1948–)
| År   | Vinnare                                | Finalister                                | Resultat                            |
| ---- | -------------------------------------- | ----------------------------------------- | ----------------------------------- |
| 1948 | Lennart Bergelin Torsten Johansson     | Jack Harper Eric Sturgess                 | 7–5, 3–6, 6–4, 6–3                  |
| 1949 | Eustace Frannin Eric Sturgess          | Torsten Johansson George Worthington      | 2-6, 6-4, 3-6, 6-1, 6-4             |
| 1950 | Jaroslav Drobný Eric Sturgess          | Lennart Bergelin Sven Davidson            | 6–2, 6–2, 6–2                       |
| 1951 | Lennart Bergelin Sven Davidson         | Felicisimo Ampon Cesar Carmona            | 6–4, 0–6, 6–4, 7–9, 6–4             |
| 1952 | Budge Patty Mervyn Rose                | Sven Davidson Torsten Johansson           | 7–5, 6–2, 9–7                       |
| 1955 | Ham Richardson Vic Seixas              | Sven Davidson Torsten Johansson           | 7–5, 6–4, 1–6, 6–3                  |
| 1958 | Ashley Cooper Mervyn Rose              | Francisco Contreras Mario Llamas          | 6–2, 6–1, 6–2                       |
| 1959 | Luis Ayala Ramanathan Krishnan         | Sven Davidson Torsten Johansson           | 7–5, 6–3, 3–6, 6–1                  |
| 1960 | Jan-Erik Lundqvist Ulf Schmidt         | Chuck McKinley Hugh Stewart               | 7–5, 9–7, 2–6, 6–1                  |
| 1961 | Luis Ayala Neale Fraser                | Torsten Johansson Christian Kuhnke        | 6–4, 6–2, 10–8                      |
| 1962 | Roy Emerson Ramanathan Krishnan        | Rafael Osuna Manuel Santana               | 6–3, 3–6, 6–2, 9–7                  |
| 1963 | Chuck McKinley Dennis Ralston          | Jan-Erik Lundqvist Ulf Schmidt            | 6–4, 6–3, 6–0                       |
| 1964 | Boro Jovanović Nikola Pilić            | Jan Leschly Jørgen Ulrich                 | lottning                            |
| 1965 | Roy Emerson Fred Stolle                | Luis Arilla Manuel Santana                | 6–3, 6–8, 6–4, 6–2                  |
| 1968 | Arthur Ashe Clark Graebner             | Manuel Orantes Manuel Santana             | 7–5, 6–3                            |
| 1969 | Ilie Năstase Ion Ţiriac                | Manuel Orantes Manuel Santana             | 6–3, 6–4                            |
| 1970 | Dick Crealy Allan Stone                | Željko Franulović Jan Kodeš               | 6–2, 2–6, 12–12 gav upp             |
| 1971 | Ilie Năstase Ion Ţiriac                | Jaime Pinto Bravo Butch Seewagen          | 7–6, 6–1                            |
| 1972 | Juan Gisbert Manuel Orantes            | Neale Fraser Ilie Năstase                 | 6–3, 7–6                            |
| 1973 | Nikola Pilić Stan Smith                | Bob Carmichael Frew McMillan              | 2–6, 6–4, 6–4                       |
| 1974 | Paolo Bertolucci Adriano Panatta       | Ove Bengtson Björn Borg                   | 3–6, 6–2, 6–4                       |
| 1975 | Ove Bengtson Björn Borg                | Juan Gisbert Manuel Orantes               | 7–6(3), 7–5                         |
| 1976 | Fred McNair [2] Sherwood Stewart       | Wojtek Fibak [1] Juan Gisbert             | 6–3, 6–4                            |
| 1977 | Mark Edmondson John Marks              | Jean-Louis Haillet François Jauffret      | 6–4, 6–0                            |
| 1978 | Bob Carmichael [1] Mark Edmondson      | Peter Szöke [u] Balázs Taróczy            | 7–5, 6–4                            |
| 1979 | Heinz Günthardt [1] Bob Hewitt         | Mark Edmondson [3] John Marks             | 6–2, 6–2                            |
| 1980 | Heinz Günthardt [4] Markus Günthardt   | John Feaver [2] Peter McNamara            | 6–4, 6–4                            |
| 1981 | Mark Edmondson [4] John Fitzgerald     | Anders Järryd [3] Hans Simonsson          | 2–6, 7–5, 6–0                       |
| 1982 | Anders Järryd [1] Hans Simonsson       | Joakim Nyström [u] Mats Wilander          | 0–6, 6–3, 7–6                       |
| 1983 | Joakim Nyström [2] Mats Wilander       | Anders Järryd [1] Hans Simonsson          | 1–6, 7–6(4), 7–6(4)                 |
| 1984 | Jan Gunnarsson [2] Michael Mortensen   | Juan Avendano [u] Fernando Roese          | 6–0, 6–0                            |
| 1985 | Stefan Edberg [1] Anders Järryd        | Sergio Casal [u] Emilio Sánchez           | 6–0, 7–6(2)                         |
| 1986 | Sergio Casal [1] Emilio Sánchez        | Craig Campbell [u] Joey Rive              | 6–4, 6–2                            |
| 1987 | Stefan Edberg [1] Anders Järryd        | Emilio Sánchez [4] Javier Sánchez         | 7–6, 6–3                            |
| 1988 | Patrick Baur [u] Udo Riglewski         | Stefan Edberg [5] Niclas Kroon            | 6–7, 6–3, 7–6                       |
| 1989 | Per Henricsson [u] Nicklas Utgren      | Josef Cihak [u] Karel Nováček             | 7–5, 6–2                            |
| 1990 | Ronnie Båthman [u] Rikard Bergh        | Jan Gunnarsson [1] Udo Riglewski          | 6–1, 6–4                            |
| 1991 | Ronnie Båthman [2] Rikard Bergh        | Magnus Gustafsson [u] Anders Järryd       | 6–4, 6–4                            |
| 1992 | Tomas Carbonell [2] Christian Miniussi | Christian Bergström [u] Magnus Gustafsson | 6–4, 7–5                            |
| 1993 | Henrik Holm [2] Anders Järryd          | Brian Devening [u] Tomas Nydahl           | 6–1, 3–6, 6–3                       |
| 1994 | Jan Apell [1] Jonas Björkman           | Nicklas Kulti [4] Mikael Tillström        | 6–2, 6–3                            |
| 1995 | Jan Apell [1] Jonas Björkman           | Jon Ireland [u] Andrew Kratzmann          | 6–3, 6–0                            |
| 1996 | David Ekerot [3] Jeff Tarango          | Joshua Eagle [2] Peter Nyborg             | 6–4, 3–6, 6–4                       |
| 1997 | Nicklas Kulti [WC] Mikael Tillström    | Magnus Gustafsson Magnus Larsson [WC]     | 6–0, 6–3                            |
| 1998 | Magnus Gustafsson Magnus Larsson [u]   | Lan Bale [u] Piet Norval                  | 6–4, 6–2                            |
| 1999 | David Adams [1] Jeff Tarango           | Nicklas Kulti [2] Mikael Tillström        | 7–6(6), 6–4                         |
| 2000 | Nicklas Kulti [1] Mikael Tillström     | Andrea Gaudenzi [u] Diego Nargiso         | 4–6, 6–2, 6–3                       |
| 2001 | Karsten Braasch [4] Jens Knippschild   | Simon Aspelin [3] Andrew Kratzmann        | 7–6(3), 4–6, 7–6(5)                 |
| 2002 | Jonas Björkman [1] Todd Woodbridge     | Paul Hanley [2] Michael Hill              | 7–6(6), 6–4                         |
| 2003 | Simon Aspelin [3] Massimo Bertolini    | Lucas Arnold Ker [2] Mariano Hood         | 6–7(3), 6–0, 6–4                    |
| 2004 | Mahesh Bhupathi [1] Jonas Björkman     | Simon Aspelin [u] Todd Perry              | 4–6, 7–6(2), 7–6(6)                 |
| 2005 | Jonas Björkman [u] Joachim Johansson   | José Acasuso [3] Sebastián Prieto         | 6–2, 6–3                            |
| 2006 | Jonas Björkman [2] Thomas Johansson    | Christopher Kas [u] Oliver Marach         | 6–3, 4–6, 10–4                      |
| 2007 | Simon Aspelin [1] Julian Knowle        | Martín García [2] Sebastián Prieto        | 6–2, 6–4                            |
| 2008 | Jonas Björkman [u] Robin Söderling     | Johan Brunström [u] Jean-Julien Rojer     | 6–2, 6–2 … 1:03                     |
| 2009 | Jaroslav Levinský [3] Filip Polášek    | Robert Lindstedt [u] Robin Söderling      | 1–6, 6–3, 10–7 … 1:10               |
| 2010 | Robert Lindstedt [2] Horia Tecău       | Andreas Seppi [AL] Simone Vagnozzi        | 6–4, 7–5 … 1:22                     |
| 2011 | Robert Lindstedt [2] Horia Tecău       | Simon Aspelin [u] Andreas Siljeström      | 6–3, 6–3                            |
| 2012 | Robert Lindstedt [2] Horia Tecău       | Alexander Peya [u] Bruno Soares           | 6–3, 7–6(7–5)                       |
| 2013 | Nicholas Monroe Simon Stadler          | Carlos Berlocq Albert Ramos               | 6–2, 3-6(10-3)                      |
| 2014 | Johan Brunström Nicholas Monroe        | Jérémy Chardy Oliver Marach               | 4–6, 7–6(7–5), [10–7]               |
| 2015 | Jérémy Chardy Łukasz Kubot             | Juan Sebastián Cabal Robert Farah         | 6–7(6–8), 6–3, [10–8]               |
| 2016 | Marcel Granollers David Marrero        | Marcus Daniell Marcelo Demoliner          | 6–2, 6–3                            |
| 2017 | Julian Knowle Philipp Petzschner       | Sander Arends Matwé Middelkoop            | 6–2, 3–6, [10–7]                    |
| 2018 | Julio Peralta Horacio Zeballos         | Simone Bolelli Fabio Fognini              | 6–3, 6–4                            |
| 2019 | Sander Gillé Joran Vliegen             | Federico Delbonis Horacio Zeballos        | 6–7 (5–7), 7–5, [10–5]              |
| 2020 | Inställt på grund av Coronapandemin    | Inställt på grund av Coronapandemin       | Inställt på grund av Coronapandemin |
| 2021 | Sander Arends David Pel                | Andre Begemann Albano Olivetti            | 6–4, 6–2                            |
| 2022 | David Vega Hernández Rafael Matos      | Simone Bolelli Fabio Fognini              | 6–4, 3–6, [13–11]                   |
| 2023 | Gonzalo Escobar Oleksandr Nedovjesov   | Francisco Cabral Rafael Matos             | 6–2, 6–2                            |

### Damsingel (1948–1990, 2009–2017, 2019–)
| År   | Vinnare                             | Finalist                            | Resultat                            |
| ---- | ----------------------------------- | ----------------------------------- | ----------------------------------- |
| 1948 | Hilde Sperling                      | Jadwiga Jedrzejowska                | 10–8, 0–6, 6–1                      |
| 1949 | Thelma Long                         | Hilde Krahwinkel Sperling           | 6–2, 6–3                            |
| 1950 | Thelma Long                         | Hilde Krahwinkel Sperling           | 3–6, 6–3, 6–4                       |
| 1951 | Nancy Bolton                        | Solveig Gustafsson                  | 6–3, 6–1                            |
| 1952 | Helen Redick-Smith                  | Julia Whipplinger                   | 6–3, 8–6                            |
| 1953 | Maureen Connolly                    | Julia Sampson                       | 6–2, 6–1, 6–3                       |
| 1954 | Birgit Gullbrandsson-Sandén         | Milly Vang-Nielsen                  | 6–2, 6–2                            |
| 1955 | Doris Hart                          | Ruth Kauffmann                      | 6–3, 9–7                            |
| 1956 | Angela Buxton                       | Birgit Gullbrandsson-Sandén         | 6–3, 3–6, 6–4                       |
| 1957 | Shirley Bloomer                     | Yola Ramirez                        | 7–5, 6–4                            |
| 1958 | Heather Segal                       | Karol Fageros                       | 2–6, 6–0, 6–0                       |
| 1959 | Beverly Baker-Fleitz                | Joan Johnson                        | 6–4, 6–1                            |
| 1960 | Lea Pericoli                        | Silvana Lazzarino                   | 3–6, 7–5, 6–2                       |
| 1961 | Belmar Gundersen                    | Ulla Löthberg                       | 6–1, 6–2                            |
| 1962 | Maria Bueno                         | Ulla Sandulf                        | 6–2, 6–0                            |
| 1963 | Edda Buding                         | Maria-Theresia Riedl                | 6–1, 7–5                            |
| 1964 | Donna Fales                         | Ulla Sandulf                        | 6–3, 5–7, 6–3                       |
| 1965 | Christina Sandberg                  | Leena Ahonen                        | 6–8, 6–4, 6–4                       |
| 1966 | Christina Sandberg                  | Katarina Bartholdson                | 6–4, 6–1                            |
| 1967 | Francoise Durr                      | Rosemary Casals                     | 7–5, 2–6, 6–2                       |
| 1968 | Julie Heldman                       | Kathy Harter                        | lot – rain                          |
| 1969 | Peaches Bartkowitz                  | Christina Sandberg                  | 5–7, 6–4, 6–2                       |
| 1970 | Peaches Bartkowitz                  | Ingrid Löfdahl-Bentzer              | 6–1, 6–1                            |
| 1971 | Helga Masthoff                      | Ingrid Löfdahl-Bentzer              | 4–6, 6–1, 6–3                       |
| 1972 | Ingrid Bentzer                      | Christina Sandberg                  | 2–6, 6–3, 8–6                       |
| 1973 | Glynis Coles                        | Christina Sandberg                  | 4–6, 6–4, 6–3                       |
| 1974 | Sue Barker                          | Maryke Schaar                       | 6–1, 7–5                            |
| 1975 | Sue Barker                          | Helga Masthoff                      | 6–4, 6–0                            |
| 1976 | Renáta Tomanová                     | Helena Anliot                       | 6–3, 6–2                            |
| 1977 | Florenta Mihai                      | Mary Struthers                      | 6–4, 6–4                            |
| 1978 | Elly Appel-Vessies                  | Sylvia Hanike                       | 2–6, 6–4, 6–2                       |
| 1979 | Elisabeth Ekblom                    | Lena Sandin                         | 7–6(3), 6–3                         |
| 1980 | Virginia Ruzici                     | Nina Bohm                           | 6–2, 7–5                            |
| 1981 | Lena Sandin                         | Catrin Jexell                       | 6–2, 7–6(3)                         |
| 1982 | Lena Sandin                         | Manuela Maleeva                     | 6–7, 7–5, 6–3                       |
| 1983 | Virginia Ruzici                     | Carin Anderholm                     | 6–2, 6–3                            |
| 1984 | Anette Gulley                       | Carin Anderholm                     | 4–6, 6–4, 6–4                       |
| 1985 | Maria Lindström                     | Olga Votavova                       | 4–6, 6–3, 7–5                       |
| 1986 | Catarina Lindqvist                  | Catrin Jexell                       | 6–2, 6–0                            |
| 1987 | Sandra Cecchini                     | Catarina Lindqvist                  | 6–4, 6–4                            |
| 1988 | Isabel Cueto                        | Sandra Cecchini                     | 7–5, 6–1                            |
| 1989 | Katerina Maleeva                    | Sabine Hack                         | 6–1, 6–3                            |
| 1990 | Sandra Cecchini                     | Csilla Bartos                       | 6–1, 6–2                            |
| 2009 | María José Martínez Sánchez         | Caroline Wozniacki                  | 7–5, 6–4                            |
| 2010 | Aravane Rezaï                       | Gisela Dulko                        | 6–3, 4–6, 6–4                       |
| 2011 | Polona Hercog                       | Johanna Larsson                     | 6–4, 7–5                            |
| 2012 | Polona Hercog                       | Mathilde Johansson                  | 0–6, 6–4, 7–5                       |
| 2013 | Serena Williams                     | Johanna Larsson                     | 6–4, 6–1                            |
| 2014 | Mona Barthel                        | Chanelle Scheeper                   | 6–3, 7–6                            |
| 2015 | Johanna Larsson                     | Mona Barthel                        | 6–3, 7–6(2)                         |
| 2016 | Laura Siegemund                     | Kateřina Siniaková                  | 7–5, 6–1                            |
| 2017 | Kateřina Siniaková                  | Caroline Wozniacki                  | 6–3, 6–4                            |
| 2019 | Misaki Doi                          | Danka Kovinić                       | 6–4, 6–4                            |
| 2020 | Inställt på grund av Coronapandemin | Inställt på grund av Coronapandemin | Inställt på grund av Coronapandemin |
| 2021 | Nuria Párrizas Díaz                 | Olga Govortsova                     | 6–2, 6–2                            |
| 2022 | Yang Su-Jeong                       | Rebeka Masarova                     | 3-6, 6-3, 6-1                       |
| 2023 | Olga Danilović                      | Emma Navarro                        | 7–6 (7–4), 3–6, 6–3                 |
| 2024 | Martina Trevisan                    | Ann Li                              | 6–2, 6–2                            |

### Damdubbel (1948–1990, 2009–2017, 2019–)
| År   | Vinnare                                               | Finalist                                              | Resultat                            |
| ---- | ----------------------------------------------------- | ----------------------------------------------------- | ----------------------------------- |
| 1948 | Rita Anderson Barbara Scofield                        | Britt Carlgren Jadwiga Jedrzejowska                   | 4–6, 6–0, 6–2                       |
| 1949 | Jenny Fich Thelma Long                                | Birgit Gullbrandsson-Sandén Hilde Krahwinkel Sperling | 6–1, 6–1                            |
| 1950 | Mary Lagerborg Thelma Long                            | Rita Anderson Joan Curry                              | 6–3, 6–3                            |
| 1951 | Birgit Gullbrandsson-Sandén Hilde Krahwinkel Sperling | Nancy Bolton Clare Procter                            | 6–4, 6–4                            |
| 1952 | Marie Arni Solveig Gustafsson                         | Helen Redick-Smith Julia Whipplinger                  | 7–5, 1–6, 6–1                       |
| 1953 | Maureen Connolly/Julie Sampson                        | Mary Lagerborg/Bibbi Sandén                           | 6–1, 6–1 … 0:24                     |
| 1954 | Marie Arni/Solveig Gustafsson                         | Mary Lagerborg/Bibbi Sandén                           | 1–6, 6–4, 6–3                       |
| 1955 | Lili-Christine Engdahl/Doris Hart                     | Alva Björk/Margareta Bönström                         | 7–5, 6                              |
| 1956 | Anne Buxton Milly Vang-Nielsen                        | Gudrun Rosin Birgit Gullbrandsson-Sandén              | 6–1, 6–2                            |
| 1957 | Yola Ramirez/Ros-Mari Reyes                           | Shirley Bloomer/Solveig G-sson                        | 6–4, 6–4                            |
| 1958 | Heather Segal/Patricia Ward                           | Solveig Gustafsson/Birgit Sandén                      | 6–4, 6–0                            |
| 1959 | Joan Johnson/Jeri Shephard                            | Solveig Gustafsson/Gudrun Rosin                       | 6–2, 3–6, 6–2                       |
| 1960 | Silvana Lazzarino/Lea Pericoli                        | Kaija Horsma/Maria Tort de Ayala                      | 6–3, 6–4                            |
| 1961 | Pia Balling/Belmar Gundersen                          | Katarina Frendelius/Gudrun Rosin                      | 6–3, 6–4                            |
| 1962 | Maria Bueno Maria Carmen Coronado                     | Kaija Horsma Gudrun Rosin                             | 6–2, 6–1                            |
| 1963 | Edda Buding Maria Theresia Riedl                      | Katarina Bartholdson Gudrun Rosin                     | 6–3, 6–4                            |
| 1964 | Donna Fales Christina Sandberg                        | Eva Lundqvist Ingrid Löfdahl-Bentzer                  | 6–2, 6–4                            |
| 1965 | Liv Paldan Ulla Sandulf                               | Leena Ahonen Gudrun Rosin                             | 6–2, 6–4                            |
| 1967 | Rosemary Casals/Françoise Dürr                        | Eva Lundqvist/Ingrid Löfdahl                          | 6–3, 6–4                            |
| 1968 | Eva Lundqvist Olga Morozova                           | Kathy Harter Julie Heldman                            | 6–0, 6–4                            |
| 1970 | Ana-Maria Arias Peaches Bartkowicz                    | Karthy Harter Eva Lundqvist                           | 6–4, 6–4                            |
| 1971 | Helga Masthoff-Niessen Heide Orth                     | Anna-Maria Pinto-Bravo Linda Tuero                    | 6–2, 6–1                            |
| 1972 | Julie Anthony Kathy Blake                             | Ingrid Löfdahl-Bentzer Christina Sandberg             | 1–6, 6–4, 6–3                       |
| 1973 | Anna-Maria Pinto-Bravo Christina Sandberg             | Sue Baker Glynis Coles                                |                                     |
| 1974 | Sue Baker Glynis Coles                                | Fiorella Bonicell Anna-Maria Nasuelli                 | 6–2, 6–0                            |
| 1975 | Janet Newberry Pam Teeguarden                         | Fiorella Bonicell Raquel Giscafre                     | 6–3, 6–3                            |
| 1976 | Isabelle Fernandez Mimi Wikstedt                      | Lesley Hunt Renata Tomanova                           | 6–1, 7–6                            |
| 1977 | Cynthia Dörner Raquel Giscafre                        | Helena Anliot Florenta Mihai                          | 6–2, 7–5                            |
| 1978 | Betsy Nagelsen Renata Tomanova                        | Nina Bohm Elisabeth Ekblom                            | 6–1, 6–3                            |
| 1980 | Nina Bohm Elisabeth Ekblom                            | Helena Anliot Lena Sandin                             | 6–2, 7–6                            |
| 1981 | Betsy Blaney Chris O'Neil                             | Elisabeth Ekblom Duk Hee Lee                          | 6–3, 7–5                            |
| 1982 | Karin Hübner Ewa Rozsavögyi                           | Helena Olsson Myriam Schropp                          | 6–2, 7–5                            |
| 1983 | Gabriela Dinu Patrizia Murgo                          | Catarina Lindqvist Maria Lindström                    | 6–2, 4–6, 6–4                       |
| 1984 | Gabriela Dinu Annette Gulley                          | Lea Antonopolis Caryn Copland                         | 6–1, 6–4                            |
| 1986 | Catarina Lindqvist Maria Lindström                    | Christina Singer Ellen Walliser                       | 6–3, 6–3                            |
| 1987 | Penny Barg Tine Scheuer-Larsen                        | Sandra Cecchini Patricia Tarabini                     | 6–1, 6–2                            |
| 1988 | Sandra Cecchini Mercedes Paz                          | Linda Ferrando Silvia La Fratta                       | 6–0, 6–2                            |
| 1989 | Mercedes Paz Tine Scheuer-Larsen                      | Sabrina Goles Katerina Maleeva                        | 6–2, 7–5                            |
| 1990 | Mercedes Paz Tine Scheuer-Larsen                      | Carin Bakkum Nicole Jagerman                          | 6–3, 6–7, 6–2                       |
| 2009 | Gisela Dulko Flavia Pennetta                          | Nuria Llagostera Vives María José Martínez Sánchez    | 6–2, 0–6, 10–5                      |
| 2010 | Gisela Dulko Flavia Pennetta                          | Renata Voráčová Barbora Záhlavová-Strýcová            | 7–6(0), 6–0                         |
| 2011 | Lourdes Domínguez Lino María José Martínez Sánchez    | Nuria Llagostera Vives Arantxa Parra Santonja         | 6-3, 6–3                            |
| 2012 | Catalina Castaño Mariana Duque Mariño                 | Eva Hrdinová Mervana Jugić-Salkić                     | 4-6, 7–5, [10–5]                    |
| 2013 | Anabel Medina Garrigues Klára Zakopalová              | Alexandra Dulgheru Flavia Pennetta                    | 6–1, 6–4                            |
| 2014 | Andreja Klepač Maria-Teresea Torro-Flor               | Jocelyn Rae Anna Smith                                | 6–1, 6–1                            |
| 2015 | Johanna Larsson Kiki Bertens                          | Tatjana Maria Olga Savtjuk                            | 7–5, 6–4                            |
| 2016 | Andreea Mitu Alicja Rosolska                          | Lesley Kerkhove Lidziya Marozava                      | 6–3, 7–5                            |
| 2017 | Quirine Lemoine Arantxa Rus                           | María Irigoyen Barbora Krejčíková                     | 3–6, 6–3, [10–8]                    |
| 2019 | Misaki Doi Natalia Vijliantseva                       | Alexa Guarachi Danka Kovinić                          | 7–5, 6–7(4), [10–7]                 |
| 2020 | Inställt på grund av Coronapandemin                   | Inställt på grund av Coronapandemin                   | Inställt på grund av Coronapandemin |
| 2021 | Mirjam Björklund Leonie Küng                          | Tereza Mihalíková Kamila Rajímova                     | 5–7, 6–3, [10–5]                    |
| 2022 | Rebecca Peterson Misaki Doi                           | Mihaela Buzarnescu {{}} Irina Khromacheva             | WO                                  |
| 2023 | Irina Chromatjova Panna Udvardy                       | Eri Hozumi Jang Su-jeong                              | 4–6, 6–3, [10–5]                    |

## Utmärkelser

### International Series Tournament of the Year
Turneringen har fått utmärkelsen "International Series Tournament of the Year" varje år under 2002-2011. Utmärkelsen röstas fram av spelarna på ATP-touren och turneringen är den första att få utmärkelsen sex år i rad och är nu uppe i tio raka utmärkelser.

### Källförteckning
- Björn Hellberg, red (2006). Svenska Tennisförbundet 100 år. Stockholm: Svenska Tennisförbundet. ISBN 91-631-8820-1
- "Tidigare vinnare". sites.pyramid.se (Swedish Open)